# Lamond Murray
Lamond Maurice Murray (20 de abril de 1973, en Pasadena, California) es un exjugador de baloncesto estadounidense que disputó once temporadas en la NBA. Con 2,01 metros de estatura, jugaba en la posición de alero.

## Carrera
Murray fue elegido en la séptima posición del Draft de la NBA de 1994 por Los Angeles Clippers, después de una gran carrera en la Universidad de California. 
Aparte de los Clippers y Nets, ha militado también en los Cavaliers y en los Raptors. 
Después de jugar en la NBA ha jugado en China, la IBL y en Baréin.

## Vida personal
Es primo de los exjugadores de la NBA: Tracy Murray y Allan Houston.
Es padre de Lamond Murray Jr.